# ASKÖ Linz-Steg
ASKÖ Linz-Steg – żeński klub piłki siatkowej z Austrii. Został założony w 1972 w mieście Linz.

## Sukcesy
Mistrzostwo Austrii:
- 2019, 2020, 2021, 2022
- 2010, 2011, 2012, 2013, 2014, 2017
- 2004, 2005, 2006, 2007, 2008, 2009

Puchar Austrii:
- 2008, 2009, 2011, 2019, 2020, 2021, 2023[2]